# 48-ма окрема артилерійська бригада (Україна)
48-ма окрема артилерійська бригада (48 ОАБр) — з'єднання у складі Ракетних військ та артилерії Сухопутних військ Збройних сил України чисельністю у бригаду. Входить до складу 10-го армійського корпусу.

## Історія
День створення військової частини – 1 липня 2023 року.
Перші бойові підрозділи стали до бою в січні 2024 року на Запорізькому напрямку. В подальшому військовослужбовці 48-ї окремої артилерійської бригади брали участь у бойових діях у Сумській, Запорізькій, Херсонській, Донецькій та Харківській областях.

## Оснащення
Однією з перших в Україні отримала на озброєння дивізіони 2С22 «Богдана». Також відомо, що на озброєнні 48-ї бригади є безпілотні комплекси SHARK.

## Символіка
На емблемі бригади на зелено-блакитному розтятому щиті зображено червоний вогняний стовп, на якому покладено в зірку золотий меч вістрям угору та дві золоті гармати.